# خوسيه ماريا كوردوفيز مور
خوسيه ماريا كوردوفيز مور (بالإسبانية: José María Cordovez Moure)‏
كان خوسيه ماريا كوردوفيز  مور (1835-1918) كاتبًا ومؤرخًا كولومبياً. ولد في بوبيان في كاوكا لعائلةٍ كبيرةٍ، وبعد إفلاس والدهِ، انتقلت العائلة إلى بوغوتا عام 1838. درس خوسيه في عدة مدارس وجامعات حيث التحق بالجامعة الوطنية  عام 1849 لدراسة الفلسفة، لكن في العام التالي تعرقلت دراسته بسبب الاضطرابات داخل حرم الجامعة. وفي نهاية الأمردرس القانون في كلية عمدة السيدة الوردية.
أجبرته المشكلات الإقتصادية لعائلته على العمل مبكرًا وخصوصًا أنه الولد الوحيد بين اثني عشر ابنًا وابنة. أجبر منذ صباه على العمل في وظائف متعددة ومختلفة، ففي عام 1862، عمل موظفًا حكوميًا لمدة استمرت خمسين عامًا. كما عمل أيضا مديرًا في عدة مواقع من مناجم تشيتا لاستخراج الملح ومفتشًا في سكة الحديد، ودبلوماسيًا في القنصليات الأجنبية، وسكرتير ثانيٍ في مجلس الوزراء وغيرها. لقد كان أيضا أمينًا في مستشفى القديس والراعي الصالح، وقنصلًا عامًا لتشيلي في بوغوتا. وعلى الرغم انه كتب في سنٍ مبكرة، إلا أنه لم يفرغ نفسه للكتابة إلا في سن السادسة والخمسين من عمره إذ كرس نفسه لكتابة الرسائل. وفي عام 1891، بدأ عمله في  التيليجرام؛ واستمر`ذلك حتى وفاته.
رغم التزاماته كموظفٍ حكومي، فقد كان كورد وفيز مور مواظبًا على حضور الإجتماعات الأدبية في بوغوتا. وكان جزءًا من مجموعة من العلماء والكُتاب الذين ينتمون للمدرسة المسماة «إل موزاييكوو» أي الفسفساء التي كانت تتبنى أفكار الحركة الأدبية والفنية التصويرية، التي تهتم بتفسير الحياة العامة والعادات وتفاصيلها، وتعني بالإسبانية "Costumbrismo" والتي استمرت منذ عام 1858 وحتى 1870. من أشهر أعماله ذكريات بوغوتا وتتكون من ثمانية أجزاء، ويصور كورد وفاز في هذه السلسلة بوغوتا في زمانه ومن بين مؤلفاته الأخرى: ذكريات السيرة الذاتية و رحلة إلى روما ومن حياة العام الماضي .